# 부천부안초등학교
부천부안초등학교는 대한민국 경기도 부천시 소사구 괴안동에 있는 공립 초등학교이다.

## 학교 연혁
- 1982년 3월 2일 개교
- 1982년 6월 7일 개교식 거행
- 1986년 3월 5일 병설유치원 개원
- 1989년 12월 10일 14개 교실 증축

## 참고 자료
- 부천부안초등학교 - 한국교육학술정보원 학교알리미